# Ga Yongdap
Ga Yongdap là ga trên chi nhánh Seongsu của Tàu điện ngầm Seoul tuyến 2.
Nhà ga này nằm ở Yongdap-dong, Seongdong-gu, Seoul.

## Bố trí ga
| Sindap ↑  |
| \| N/B    |
| ↓ Seongsu |

| Hướng Nam | ●Tuyến nhánh Seongsu | ← Hướng đi Seongsu        |
| Hướng Bắc | ●Tuyến nhánh Seongsu | → Hướng đi Sinseol-dong → |

## Vùng lân cận
- Lối thoát 1: Trường tiểu học Sageun
- Lối thoát 2: Xe lửa vận chuyển Gunja